# Irena cyanogastra
Irena-de-dorso-preto ou azulona-filipina (Irena cyanogastra) é uma espécie de ave da família Irenidae.
É endémica das Filipinas.
Os seus habitats naturais são: florestas subtropicais ou tropicais húmidas de baixa altitude e regiões subtropicais ou tropicais húmidas de alta altitude.